# Уилсон, Пол Грэм
Пол Грэм Уилсон (англ. Paul Graham Wilson; род. 2 января 1928) — австралийский ботаник.

## Биография
Пол Грэм Уилсон родился в провинции Лимпопо 2 января 1928 года.
Уилсон работал в Южном Перте, Западная Австралия. В сферу его интересов входят семейство Рутовые и семейство Амарантовые. Он внёс значительный вклад в ботанику, описав множество видов семенных растений.

## Научная деятельность
Пол Грэм Уилсон специализируется на семенных растениях.

## Некоторые публикации
- A taxonomic review of the genera Eriostemon and Philotheca (Rutaceae: Boronieae). Nuytsia 12 (2) 1998: 239—265.
- New species and nomenclatural changes in Phebalium and related genera (Rutaceae). Nuytsia 12 (2) 1998: 267—288.
- Wilson, pg; MA Wilson. 2006. Rhetinocarpha (Asteraceae: Gnaphalieae): a new genus from Western Australia. Nuytsia 16.
- Thiele, KR; PG Wilson. 2008. On the validity of two Mueller names published by Meisner. Australian Systematic Botany Society newsletter 135.
- Kuo, J; PG Wilson. 2008. Nomenclature of the seagrass Halophila baillonis Ascherson. Aquatic botany 88.